# Oktan-1-ol
Oktan-1-ol, také nazývaný kaprylalkohol nebo n-oktanol, jelikož jeho oxidací vzniká kyselina kaprylová, je organická sloučenina s pronikavým zápachem obtížně mísitelná s vodou, patří mezi mastné alkoholy. Je jedním z izomerů oktanolu.

## Výroba
Oktanol se vyrábí oligomerizací ethenu za použití triethylhliníku následovanou oxidací produktů. Tento postup je znám jako Zieglerova syntéza alkoholů:

Al(C2H5)3 + 9 C2H4 → Al(C8H17)3

Al(C8H17)3 + 3 O + 3 H2O → 3 C8H17OH + Al(OH)3
Vzniká při tom směs několika alkoholů, které jsou poté oddělovány destilací.

## Použití a výskyt
Oktan-1-ol se nejvíce používá jako výchozí látka při výrobě parfémů.
Tento alkohol se ve formě esterů vyskytuje i v přírodě v silicích.